# フジ最強コント夢競演みんなでコント会議
『フジ最強コント夢競演みんなでコント会議』（フジさいきょうコントゆめきょうえんみんなでコントかいぎ）は、フジテレビ系で2008年9月18日に放送されたバラエティ番組である。視聴率8.6%。

## 概要
かつて、フジテレビや他局のコント番組に出演していた芸人たちが一堂に会し、トークを繰り広げつつ、そこで出た話を元にキャラクターを作ってコントを繰り広げる番組。中堅の会社の会議が舞台である。
出演者やナレーション、スタッフはかつて放送されていた『ワンナイR&R』と一部共通している。

## 出演者
- 爆笑問題（太田光・田中裕二）
- さまぁ〜ず（三村マサカズ・大竹一樹）
- ネプチューン（名倉潤・原田泰造・堀内健）
- 雨上がり決死隊（宮迫博之・蛍原徹）
- ココリコ（遠藤章造・田中直樹）
- ガレッジセール（ゴリ・川田広樹）
- ジャリズム（渡辺鐘・山下しげのり）
- ビビる大木
- 劇団ひとり
- バナナマン（設楽統・日村勇紀）
- 大島美幸（森三中）
- 鈴木おさむ
- 黒木辰哉（ドラマ版ホームレス中学生で中学生の田村裕を演じた俳優）
- 後藤梨沙（劇団ひとりが初ファースト・キスした相手）
- 上原歩
- 福絵美子（ナレーター）
- 堀秀行（ナレーター）

## 放送されたコント
- OLD ROOKIES
- 3年B組ヤン八先生
- JAPANESE HEROES
- ジャンボ鶴田
- 田中総理の辞任会見
- トップレス中学生
- トムヤムのクンさん
- ナベアツ姫
- ネズミ狼の絵
- 三村もうちょっとつっこんでくれよ
- 大竹駿
- むちゃ振りダブルささやき女将
- 紫SHIKIBU

## スタッフ
- 構成：鈴木おさむ（出演も兼任）、福原フトシ、石原健次、オークラ、秋葉高彰
- SW：高田治
- カメラ：小川利行
- VE：宮本学
- 音声：本間祥吾
- 照明：安藤雄郎
- VTR編集：瓜田利昭（D-Craft）、薩摩香那
- MA：吉田肇
- 音響効果：大久保吉久（3×7）
- 美術制作：井上明裕
- デザイン：鈴木賢太
- 美術進行：楫野淳司、平山雄大
- 大道具：塩山勝之、松本達也
- 装飾：太田博之
- 電飾：林将大
- 衣裳：山田斉
- 持道具：市村真希
- アートフレーム：石井智之
- アクリル装飾：斉藤祐介
- 視覚効果：中溝雅彦
- 特殊美術：横山公一
- 生花装飾：荒川直史
- 植木装飾：広田明
- メイク：宮崎香
- かつら：小林弘美
- TK：水越理恵
- 編成：鈴木修太
- 広報：鈴木麻衣子
- デスク：遠藤千恵美
- FD：青木達生
- プロデューサー：北口富紀子
- 演出：渡辺琢
- チーフプロデューサー：石井浩二
- 技術協力：ニユーテレス、FLT、IMAGICA、サンフォニックス
- 美術協力：フジアール
- 制作：フジバラエティー制作センター
- 制作著作：フジテレビ